# Трећи конгрес КПЈ
Трећи конгрес Комунистичке партије Југославије (мкд. Трето конгрес на Комунистичката партија на Југославија; словен. Tretji kongres Komunistične partije Jugoslavije) одржан је од 14. до 22. маја 1926. године у Бечу. Ово је био први Конгрес партије откако је била забрањена и прешла у илегалу, због чега је и одржан у Бечу. Конгресу је присуствовало 48 делегата — 36 са решавајућим и 12 са саветодавним правом гласа. 

## Рад Конгреса
Конгрес је осудио грешке деснице на основу одлука Извршног комитета Комунистичке инернационале од априла 1925. године и даље инсистирао „на власти радника и сељака, комуниста и угњетених нација“. На Конгресу је изабран нови Статут са новом структуром партије, према коме су партијске ћелије у предузећима основа, а партијске ћелије у насељима се везују уз фабричке. Да би се отклонио проблем фракционаштва одлучено је да се у нови Централни комитет изаберу представници обе фракције и неколико млађих чланова, који нису припадали ни једној фракцији. 

## Чланови Централног комитета
На Трећем конгресу изабран је нови Централни комитет, који је имао 16 чланова. За политичког секретара изабран је Сима Марковић, а за организационог секретара Радомир Вујовић.
Чланови Политичког бироа Централног комитета, изабрани на Трећем конгресу КПЈ: 
1. Ђуро Ђаковић
2. Јакоб Жорга
3. Рајко Јовановић
4. Сима Марковић
5. Ђуро Салај
6. Лаза Стефановић
7. Радомир Вујовић